# Walter Burley
Walter Burley (aussi Walter Burleigh ou Gualterus Burlaeus), né vers 1275 et mort en 1344 ou 1345, est un philosophe scolastique et logicien anglais médiéval.

## Biographie
Walther Burley naît vers 1275. Il est maître ès arts de l’université d’Oxford au plus tard en 1301 et fellow du Merton College en 1305. Il entre à l’université de Paris au plus tard en 1310 pour étudier la théologie et un colophon de 1324 le décrit comme étant docteur en théologie.
Il est cité en 1327 comme envoyé auprès de la cour pontificale d’Avignon, de même qu’en novembre 1343. À cette date il fait partie de la suite de l’évêque de Durham, Richard Bury. Mentionné pour la dernière fois en 1344, il semble être mort vers 1345.

## Œuvre
Bien qu’officiellement théologien, Walter Burley traite plutôt de philosophie. La partie principale de son œuvre tourne autour de la théorie de l’intensification et de la rémission des qualités, qu’il aborde de trois manières. Premièrement il défend la théorie de la succession des formes : quand un corps se réchauffe ou se refroidit, il perd à chaque instant un degré de chaleur et en acquiert un nouveau ; il y a ainsi selon lui une infinité de degrés indivisibles entre deux degrés. Deuxièmement, il élabore dans son traité De primo et ultimo instanti l’idée que les choses permanentes ont un premier instant mais de dernier instant, tandis que les réalités successives, par exemple le mouvement, n’ont ni premier, ni dernier instant. Enfin, il avance dans le Tractatus Primus que les formes contraires, par exemple le froid et le chaud, appartiennent à la même espèce. Ses théories l’amènent également à s’opposer à Guillaume d’Ockham.

## Liste des œuvres
La véritable liste des œuvres de Walter Burley est délicate à établir, car il a souvent rédigé de multiples versions d’un même ouvrage.
- De Exceptivis ;
- De Exclusivis ;
- De primo et ultimo instanti ;
- De Purtiate artis logicae ;
- Expositio in libros octo de physico auditu ;
- Expositio super artem veterem ;
- Expositio super libros ethicorum ;
- Insolubilia ;
- Obligationes ;
- Quaestiones in Librum Perhermeneias ;
- Tractatus de formis ;
- Tractatus de suppositionibus ;
- Tractatus de universalibus ;
- Tractatus expositorius super libros posteriorum Aristotelis ;
- Tractatus perbrevis de materia ;
- Tractatus secundus (aussi appelé Tractatus de intensione et remissione formarum) ;
- Utrum contradictio sit maxima oppositio.